# Catherine Ashcroft
Pour les articles homonymes, voir Ashcroft (homonymie).
 (décembre 2018).
Si vous disposez d'ouvrages ou d'articles de référence ou si vous connaissez des sites web de qualité traitant du thème abordé ici, merci de compléter l'article en donnant les références utiles à sa vérifiabilité et en les liant à la section « Notes et références ».
Catherine Ashcroft, née le 8 avril 1988 à Halifax (Yorkshire de l'Ouest), est une musicienne britannique de musique irlandaise.

## Instruments
Elle joue de la flûte irlandaise (whistle) et du uilleann pipes. Elle a appris ces instruments de manière autodidacte.

## Discographie
En 2008, Ashcroft a enregistré son premier CD Take Flight and Follow aux Stenkrith Studios à Kirkby Stephen. Elle y fait la connaissance du compositeur, multi-instrumentiste et chanteur de Belfast, Maurice Dickson. Ils forment le groupe «Mochara» (irlandais pour «mon ami») depuis cette année et jouent de la musique celtique. En commun, Ashcroft et Dickson ont publié trois albums de musique : In Your Blood en 2010, Spirits and Dreamers en 2013 et Live at the Island en 2015.

## Les performances
Ashcroft a participé à la tournée de Riverdance en Chine en 2017/2018.

## Les prix
En 2007, elle remporte les titres All Britain («Toute la Grande-Bretagne») au whistle et au uilleann pipes .